# Scream 4
Pour les articles homonymes, voir Scream.
Série Scream
Scream 3
(2000) Scream 5
(2022)
Pour plus de détails, voir Fiche technique et Distribution.
Scream 4 (également stylisé SCRE4M), ou Frissons 4 au Québec, est un film d'horreur américain réalisé par Wes Craven, écrit par Kevin Williamson, et sorti en 2011. Il s'agit du quatrième volet de la franchise Scream et du dernier film du réalisateur Wes Craven, décédé le 30 août 2015.
Comme les opus précédents, Scream 4 combine le slasher, la comédie noire, le whodunit et la mise en abyme, et constitue cette fois-ci une satire des remakes et des films d'horreur modernes. Le film émet également des commentaires sur la mode du « torture porn », ainsi que sur la culture web dont le vlogging et les célébrités d'Internet.
Le rôle de Sidney Prescott est de nouveau tenu par Neve Campbell, dix ans après sa dernière interprétation du personnage, tandis que David Arquette et Courteney Cox reprennent pour la quatrième fois respectivement les rôles de Dewey Riley, shérif de Woodsboro, et de Gale Weathers, journaliste en manque d'inspiration, qui sont désormais mariés et résidents à Woodsboro. Le film fait aussi appel à la prestation de l'actrice Emma Roberts sous les traits de Jill Roberts, la cousine de Sidney, ainsi qu'à l'actrice Hayden Panettiere qui tient le rôle de Kirby Reed, la meilleure amie de Jill.
L'intrigue du film se porte sur le retour de Sidney Prescott dans sa ville natale, Woodsboro, lieu des événements du film original, pour la promotion de son premier livre autobiographique alors qu'un nouveau tueur en série caché sous le costume de Ghostface fait son apparition et assassine deux adolescentes. Un nouveau combat s'engage pour Sidney qui, bien qu'étant l'une des cibles principales du tueur, doit aussi protéger sa cousine Jill Roberts qui est elle-aussi directement visée par les attaques de ce dernier, au même titre que son groupe d'amis.
Malgré une attente longue de dix ans et un accueil assez enthousiaste de la part de la critique, Scream 4 réalise le score le plus faible de la saga au box-office en réunissant 97 138 686 $ à travers le monde, dont seulement 38 180 928 $ aux États-Unis pour un budget de production de 40 000 000 $. En France aussi, le film déçoit avec 1 070 890 entrées, une première dans l'histoire de la saga, les trois premiers films ayant chacun dépassé les 2 millions d'entrées. Ces résultats décevants mettent un terme au projet d'une nouvelle trilogie pensée par Kevin Williamson et la franchise se retrouve à l'arrêt jusqu'à l'arrivée d'une série télévisée homonyme en 2015, puis à la sortie d'un cinquième opus en 2022.

## Synopsis

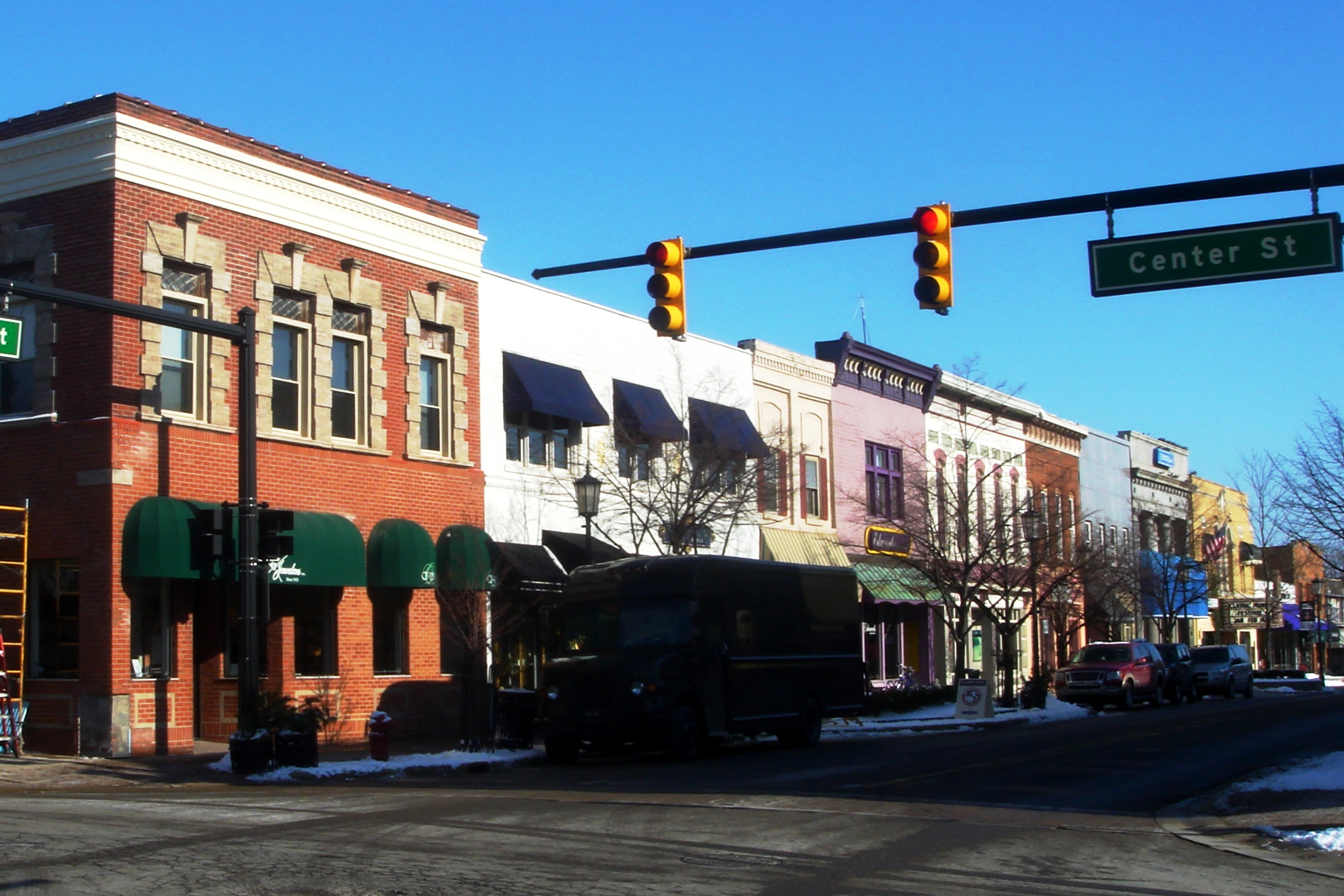
Le centre-ville de Northville, dans le Michigan, qui sert de décor au film.

Le soir de la commémoration des 15 ans du massacre de Woodsboro (Scream), Sherrie et Trudie (Lucy Hale et Shenae Grimes), deux étudiantes, sont harcelées puis tuées par non pas un mais deux Ghostface. Il ne s'agit finalement que de la scène d'ouverture du film Stab 6 regardé par Rachel Mills et Chloe Buckley (Anna Paquin et Kristen Bell). Alors que Rachel se défend de ne pas aimer les films d'horreur en énumérant plusieurs clichés du genre, Chloe sort un couteau et la poignarde à deux reprises. Une fois de plus, il s'agit de la scène d'ouverture de Stab 7 que regarde deux étudiantes du lycée de la ville de Woodsboro, Jenny Randall (Aimee Teegarden) et Marnie Cooper (Britt Robertson). Alors que Jenny fait des farces à Marnie, cette dernière est tuée alors que Jenny est menacée au téléphone par le tueur. Très vite, celle-ci est agressée et poursuivie dans toute la maison et ce, jusqu'au garage, par Ghostface qui la tue à son tour,,.
Le lendemain, Sidney Prescott (Neve Campbell) revient à Woodsboro pour la promotion de son premier livre, accompagnée de Rebecca Walters (Alison Brie), son agent publicitaire,. De son côté, Dewey Riley (David Arquette) est devenu le shérif de la ville de Woodsboro, tandis que Gale Weathers-Riley (Courteney Cox), désormais mariée à Dewey, souffre de son manque d'inspiration et du déclin progressif de sa carrière de journaliste. En parallèle, la cousine de Sidney, Jill Roberts (Emma Roberts), qui vit en ce moment une période difficile après la trahison de son petit ami Trevor Shelon (Nico Tortorella), reçoit un appel menaçant dans la matinée de la part de Ghostface, tout comme son amie Olivia Morris (Marielle Jaffe). En pleine séance de dédicace, Sidney se voit dans l'obligation d'écourter son évènement car des pièces à conviction liées aux meurtres perpétrés la veille sont retrouvées dans sa voiture de location. La nouvelle des meurtres se répand comme une traînée de poudre à travers la ville et Gale décide de se servir de cette nouvelle affaire pour faire remonter sa carrière et s'immisce dans l'enquête malgré les protestations de Dewey qui n'est pas d'accord avec le choix de sa femme. Jill et Olivia, accompagnées de leur amie Kirby Reed (Hayden Panettiere), sont questionnées au commissariat de police par Dewey, soutenu dans son interrogatoire par le shérif adjoint Judy Hicks (Marley Shelton). À la suite de la trouvaille des pièces à conviction dans sa voiture, Sidney devient une suspecte dans l'affaire des meurtres de Jenny et Marnie et est contrainte de rester à Woodsboro, le temps que l'affaire soit résolue.
Sidney prend ses quartiers auprès de sa cousine Jill et de sa tante maternelle Kate Roberts (Mary McDonnell) dans leur maison à Woodsboro. Deux agents de police, Anthony Perkins (Anthony Anderson) et Ross Hoss (Adam Brody), sont assignés à patrouiller autour de la maison de Jill et Kate par Dewey. Sidney a d'ailleurs un sentiment de déjà-vu lorsqu'elle entre dans la chambre de sa cousine pour y découvrir Trevor en train de se faufiler par la fenêtre, se revoyant elle-même en Jill. Un peu plus tard dans la soirée, Jill et Kirby regardent un film d'horreur lorsque Kirby reçoit un appel de Ghostface. Il lui maintient se trouver dans le placard de la chambre mais quand elle l'ouvre, personne ne s'y trouve. Le tueur est en réalité chez Olivia, qui vit juste en face de chez Jill et Kate. Il surgit de son placard et attaque puis assassine sauvagement la jeune femme alors que Sidney, Kirby et Jill sont témoins de toute la scène depuis la fenêtre de la chambre de cette dernière. Sidney se précipite à la maison d'Olivia pour essayer de stopper le tueur, suivie par Jill, mais Ghostface les y attend et les attaque, blessant Jill au passage, puis prend la fuite après un combat contre Sidney,. Elles sont amenées à l'hôpital pour différents soins. Alors que Sidney est encore bouleversée par ce qui vient d'arriver, son agent Rebecca lui révèle avec enthousiasme qu'elle pense que tout ces meurtres pourrait booster la vente de ses livres. Choquée par l'attitude de Rebecca, Sidney la vire sur le champ. Rebecca se dirige alors vers le parking pour récupérer sa voiture et quitter les lieux mais le tueur l'appelle à son tour. Il la menace puis finit par la tuer et la jeter du haut du parking, le corps terminant sa chute sur le camion d'un journal local,.
Gale, qui de son côté mène sa propre enquête, demande de l'aide à deux étudiants fanatiques de films d'horreur, Charlie Walker (Rory Culkin) et Robbie Mercer (Erik Knudsen) qui lui expliquent que le tueur suit les règles des remakes de films d'horreur pour élaborer ses plans d'attaques. Charlie conclut que le tueur devrait une nouvelle fois passer à l'attaque lors de la fête prévue le soir-même, le « Stab-a-Thon », évènement diffusant tous les films de la franchise Stab. Gale décide de faire son apparition à la soirée, déguisée pour passer inaperçue et poser des caméras dans les recoins du lieu. Alors qu'elle se trouve dans sa voiture et commence à poser un coup d'œil sur les images des caméras, elle s'aperçoit que ces dernières sont volontairement mises hors service. Elle passe un appel à Dewey pour l'informer de la situation puis repasse à la fête pour voir ce qu'il se trame. Alors qu'elle mène son enquête, elle tombe sur une caméra amovible qui n'est pas la sienne. Soudain, le tueur l'attaque et la poignarde avant que Dewey arrive et parvienne à faire fuir le tueur avant de transporter Gale à l'hôpital. En parallèle, les officiers Hoss et Perkins montent la garde autour de la maison de Jill. Ils sont finalement tués à quelques secondes près l'un de l'autre,. Alors que Kate Roberts rentre de ses courses à la maison, Sidney reçoit un appel de Ghostface, menaçant de tuer Jill. Elle s'aperçoit ensuite que sa cousine à fait le mur pour partir retrouver Kirby. Sidney et Kate tentent de l'appeler mais cette dernière ne répond pas au téléphone. Elles décident d'aller la chercher mais le tueur se révèle très vite être à l'extérieur de la maison et attaque les deux femmes. Il poignarde Kate dans le dos via la fente de la boite aux lettres de la porte d'entrée, la tuant. Sidney fuit de la maison vers celle de Kirby, tombant au passage sur Judy Hicks, qui devient suspicieuse,.
À la contre-soirée de Kirby, celle-ci ainsi que Charlie, Robbie et Jill se détendent jusqu'à ce que Trevor se présente en affirmant avoir reçu une invitation de la part de Jill, ce qu'elle dément formellement. Jill se rend compte que son portable n'est pas sur elle et sur recommandation de Kirby, elle part voir s'il n'est pas dans l'une des chambres, suivie par Trevor. Robbie, totalement alcoolisé, sort de la maison pour aller faire un tour alors que Kirby et Charlie se retrouvent seuls. Kirby en profite pour révéler au jeune homme son attirance pour lui mais ils sont surpris par Trevor qui revient dans le salon. Charlie quitte la pièce suivi par Trevor, laissant Kirby seule. Dehors, Robbie tombe sur le tueur qui le poignarde mortellement juste avant l'arrivée de Sidney. Jill rejoint Kirby et Sidney avant que le tueur ne les surprenne et fasse irruption dans la maison, Jill se cachant sous un lit et Kirby au sous-sol. Pendant sa confrontation avec Ghostface, Sidney demande à Jill de se cacher sous un lit puis arrive à s'enfuir in extrémis. Elle rejoint ensuite Kirby et elles tombent sur un Charlie couvert de sang qui est attaqué face à elles par le tueur et ligoté à l'une des chaises du jardin. Le tueur appelle Kirby et la force à répondre à un quiz sur les films d'horreur pour sauver Charlie tandis que Sidney profite de ce que le tueur est occupé avec la jeune femme pour remonter à l'étage et chercher Jill. Après une série de questions, la voix du tueur ne se fait plus entendre, laissant penser à Kirby qu'elle a gagné le quiz. Elle sort de la maison pour aller détacher Charlie mais soudainement, celui-ci poignarde Kirby à l'estomac, lui reprochant de ne lui porter de l'intérêt que maintenant, cette action révélant au passage qu'il est le tueur. Il la laisse ensuite pour morte au sol.
Sidney est à son tour elle aussi confrontée à Charlie mais alors qu'elle tente de fuir, une deuxième personne cachée sous le costume de Ghostface la poignarde et se révèle être Jill, à la surprise générale. Jill explique ses agissements en racontant à Sidney sa jalousie envers elle, causée par sa célébrité après la mort de sa mère, Maureen Prescott, et tous les évènements tragiques qu'elle a vécus. Elle explique son plan à Sidney, qui est de la tuer pour apparaitre au monde comme la survivante de ce nouveau massacre, attirant sur elle la célébrité et la gloire. Jill expulse ensuite Trevor d'un placard et lui tire dans l'entre-jambe pour se venger de sa trahison dans leur précédente relation. Puis, avec comme plan de le faire passer pour l'auteur des meurtres, elle le tue en lui tirant une balle dans la tête. Pensant faire partie du plan de Jill, Charlie est également tué par cette dernière dans le but de le faire passer pour le complice de Trevor. Sidney est à son tour poignardée au ventre par Jill qui la laisse pour morte. Jill décide ensuite de causer plusieurs dégâts matériels dans la maison tout en se mutilant, allant jusqu'à se poignarder elle-même et s'arracher une mèche de cheveux qu'elle place dans la main de Trevor, pour faire croire qu'elle est une victime et non l'un des deux tueurs. Dewey et plusieurs autres officiers arrivent sur place et découvrent le massacre. Jill étant la seule à être encore consciente, elle est transportée à l'hôpital et voit son rêve réalisé : les médias sur place se jettent sur elle pour essayer d'obtenir le moindre commentaire de la jeune femme sur ce qui est arrivé comme si elle était la victime.
Dewey vient voir Jill à l'hôpital pour lui apporter son soutien et du réconfort. Jill, qui pense être la seule survivante, évoque vouloir écrire un livre avec Gale avec qui elle partage les mêmes blessures physiques. Dewey lui révèle que Sidney est vivante et devrait s'en sortir bien qu'elle soit en soins intensifs. Jill est en état de choc en découvrant que Sidney est en vie mais Dewey interprète autrement sa réaction, pensant que la jeune fille se soucie de l'état de santé de Sidney. Il la réconforte en lui disant que tout va bien se passer même si Sidney a des risques de ne plus rien se rappeler. Puis, Dewey rend visite à Gale et discute avec elle des plans de Jill pour écrire un livre avec Gale et de leurs blessures similaires. C'est à ce moment-là que Gale demande à Dewey comment Jill peut savoir qu'elle souffre également d'une blessure à l'épaule. Pendant ce temps, Jill retrouve Sidney dans sa chambre dans le but de l'achever, avant que Dewey n'arrive et soit assommé par la jeune femme, et que Gale et Judy n'interviennent à leur tour, Judy sauvant la vie de Gale au passage. Jill parvient à prendre l'arme de Judy et à lui tirer dessus, puis, distraite par Gale, elle reçoit une puissante décharge électrique, sur la tête assénée par Sidney grâce à un défibrillateur,. Alors que Dewey reprend connaissance entouré par Sidney et Gale, Jill se relève et s'empare d'un tesson de verre pour poignarder Sidney. Mais celle-ci s'empare de l'arme de Judy et tue Jill en lui tirant une balle en plein cœur. À ce moment-là, Judy se relève, révélant avoir survécu grâce à son gilet pare-balle. Dewey demande des renforts à son unité de police tandis qu'à l'extérieur de l'hôpital, les médias qui ignorent tout des derniers évènements, brossent le portrait de Jill aux caméras, la faisant passer pour la survivante de cette nouvelle affaire et pour une héroïne tout droit sortie d'un film.

## Fiche technique
Sauf indication contraire, les informations mentionnées dans cette section peuvent être confirmées par les bases de données cinématographiques IMDb et Allociné,  présentes dans la section « Liens externes ».
- Titre français et original : Scream 4
- Titre québécois : Frissons 4[1]
- Réalisation : Wes Craven
- Scénario : Kevin Williamson
- Musique : Marco Beltrami
  - Montage musical : Ben Schor
- Direction artistique : Gerald Sullivan
- Décors : Adam Stockhausen
- Costumes : Debra McGuire
- Maquillage : Kim Greene, Peter Robb-King
- Coiffure : Larry Waggoner, Joy Zapata
- Photographie : Peter Deming
- Son : Patrick Cyccone Jr., Christian P. Minkler, Todd Toon
- Montage : Peter McNulty
- Production : Wes Craven, Iya Labunka et Kevin Williamson
  - Production déléguée : Cathy Konrad, Ehren Kruger, Marianne Maddalena, Ron Schmidt, Matthew Stein, Bob et Harvey Weinstein
  - Coproduction : Carly Feingold
- Sociétés de production : Corvus Corax Productions, Outerbanks Entertainment et The Weinstein Company, présenté par Dimension Films
- Sociétés de distribution : The Weinstein Company et Dimension Films (États-Unis) ; SND Films (France) ; Starway Film Distribution (Belgique) ; Alliance (Canada)
- Budget : 40 millions de $[6],[7]
- Pays de production :  États-Unis
- Langue originale : anglais
- Format : couleur (Technicolor) – 35 mm - 2,39:1 (Panavision) – son Dolby Digital / Datasat / SDDS
- Genre : épouvante-horreur, slasher, thriller, mystère
- Durée : 111 minutes
- Dates de sortie[8] :
  - États-Unis : 11 avril 2011 (première mondiale à Hollywood)[9] ; 15 avril 2011 (sortie nationale)
  - France, Belgique, Suisse romande : 13 avril 2011[10],[11],[12]
  - Québec : 15 avril 2011[1]
- Classification :
  - États-Unis : interdit aux moins de 17 ans (R – Restricted)[N 1]
  - France : interdit aux moins de 12 ans[13],[N 2]
  - Belgique : tous publics (Alle Leeftijden)[11]
  - Suisse romande : interdit aux moins de 16 ans[14]
  - Québec : 13 ans et plus (violence) (13+ / 13 years and over)[1]

## Distribution
- Neve Campbell (VF : Dominique Léandri ; VQ : Lisette Dufour) : Sidney Prescott
- David Arquette (VF : Arnaud Arbessier ; VQ : Sébastien Dhavernas) : Shérif Dewey Riley
- Courteney Cox (VF : Céline Monsarrat ; VQ : Anne Bédard) : Gale Weathers-Riley
- Emma Roberts (VF : Daniela Labbé-Cabrera ; VQ : Claudia-Laurie Corbeil) : Jill Roberts
- Hayden Panettiere (VF : Olga Sokolow ; VQ : Stéfanie Dolan) : Kirby Reed
- Nico Tortorella (VF : Alexandre Guansé ; VQ : Kevin Houle) : Trevor Sheldon
- Rory Culkin (VF : Yoann Sover ; VQ : Philippe Martin) : Charlie Walker
- Erik Knudsen (VF : Thierry D'Armor ; VQ : Nicholas Savard L'Herbier) : Robbie Mercer
- Marley Shelton (VF : Karine Texier ; VQ : Geneviève Désilets) : shérif-adjoint Judy Hicks
- Marielle Jaffe (VF : Delphine Rivière ; VQ : Ariane-Li Simard-Côté) : Olivia Morris
- Alison Brie (VF : Natacha Muller ; VQ : Mélanie Laberge) : Rebecca Walters
- Adam Brody (VF : Olivier Martret ; VQ : Sébastien Reding) : officier Ross Hoss
- Anthony Anderson (VF : Mohad Sanou ; VQ : François L'Écuyer) : officier Anthony Perkins
- Mary McDonnell (VF : Annie Balestra ; VQ : Claudine Chatel) : Kate Roberts
- Aimee Teegarden (VF : Marie-Eugénie Maréchal ; VQ : Catherine Bonneau) : Jenny Randall
- Brittany Robertson (VF : Audrey Sablé) : Marnie Cooper
- Lucy Hale (VF : Kelly Marot ; VQ : Sarah-Jeanne Labrosse) : Sherrie Marconi
- Shenae Grimes (VF : Barbara Probst ; VQ : Kim Jalabert) : Trudie Harrold
- Kristen Bell (VF : Caroline Pascal ; VQ : Catherine Proulx-Lemay) : Chloe Buckley
- Anna Paquin (VF : Laura Blanc ; VQ : Camille Cyr-Desmarais) : Rachel Mills
- Nancy O'Dell (VF : Chantal Baroin) : l'animatrice télé
- Roger L. Jackson (VF : Loïc Houdré ; VQ : Éric Gaudry) : Ghostface
- Dane Farwell : Ghostface (cascades)
- Wes Craven : le médecin légiste (caméo)
- Heather Graham (VF : Marie Tirmont ; VQ : Isabelle Leyrolles) : Casey (apparition dans Stab, scène de Scream 2)

Version française réalisée par Symphonia Films ; direction artistique : Béatrice Delfe ; adaptation des dialogues : Olivier Peyon
Version québécoise réalisée par Cinélume ; direction artistique : Mario Desmarais ; adaptation des dialogues : Bérengère Rouard et Thibaud de Courrèges
 Source et légende : version française (VF) sur RS Doublage, Forum Doublage Francophone et Béatrice Delfe (directrice artistique)
 Source et légende : version québécoise (VQ) sur Doublage.qc.ca- Neve Campbell ici en 2015.
- David Arquette ici en 2013.
- Courteney Cox ici en 2009.

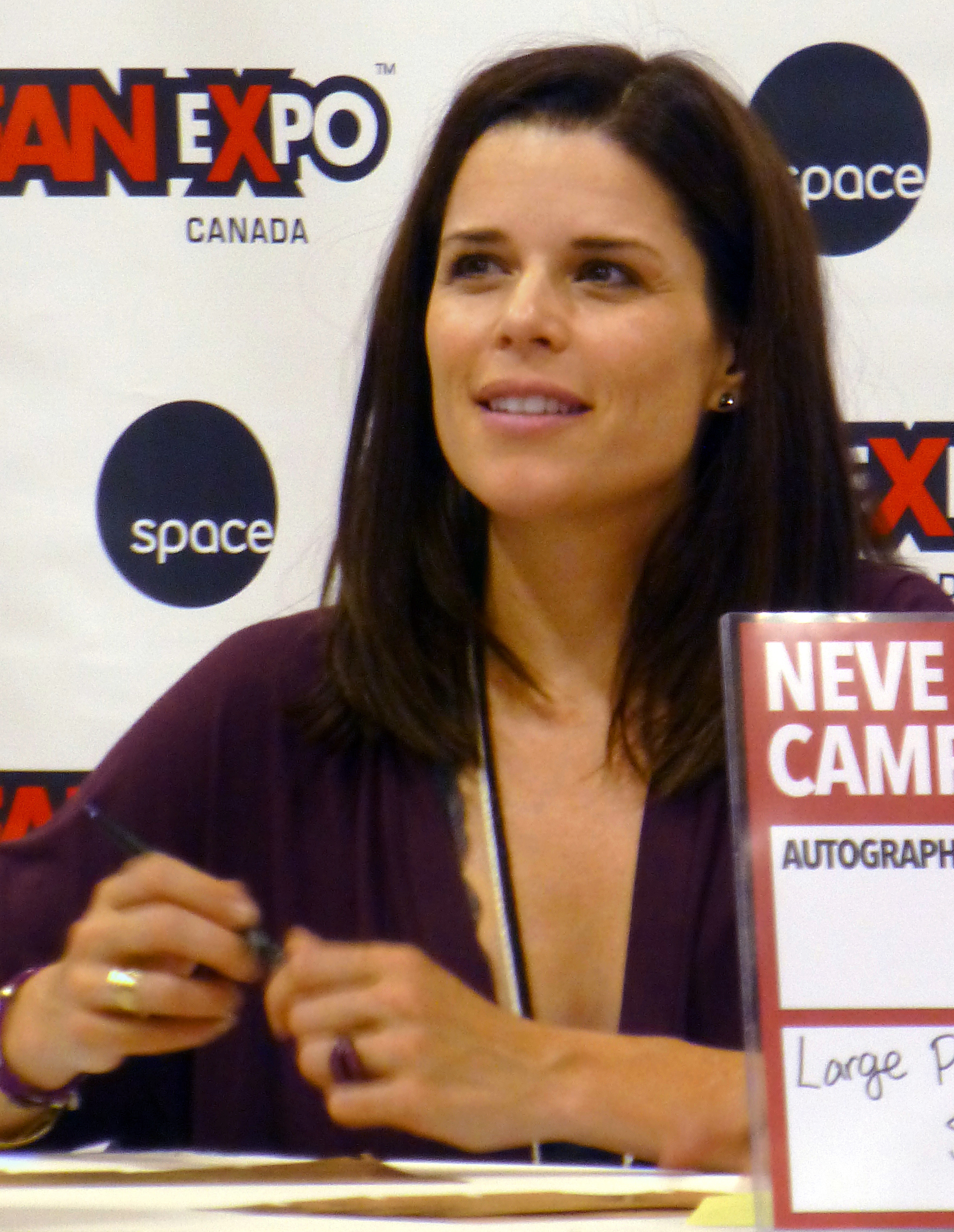
Emma Roberts ici en 2015.
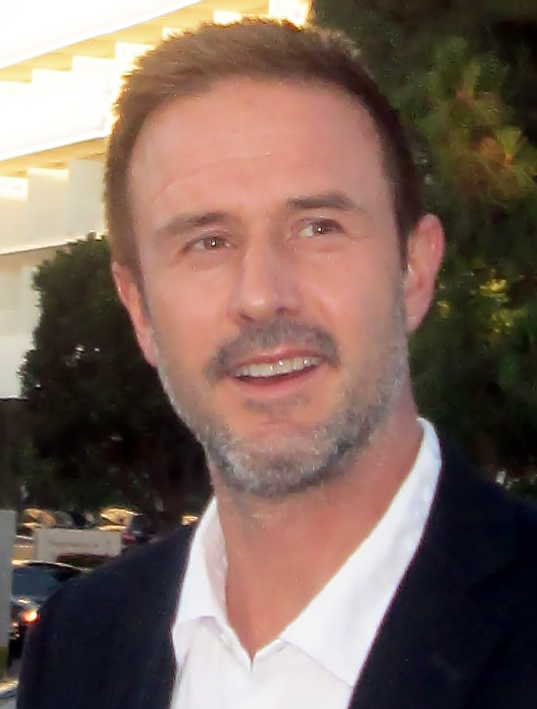
David Arquette ici en 2013.
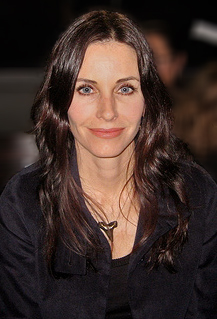
Courteney Cox ici en 2009.
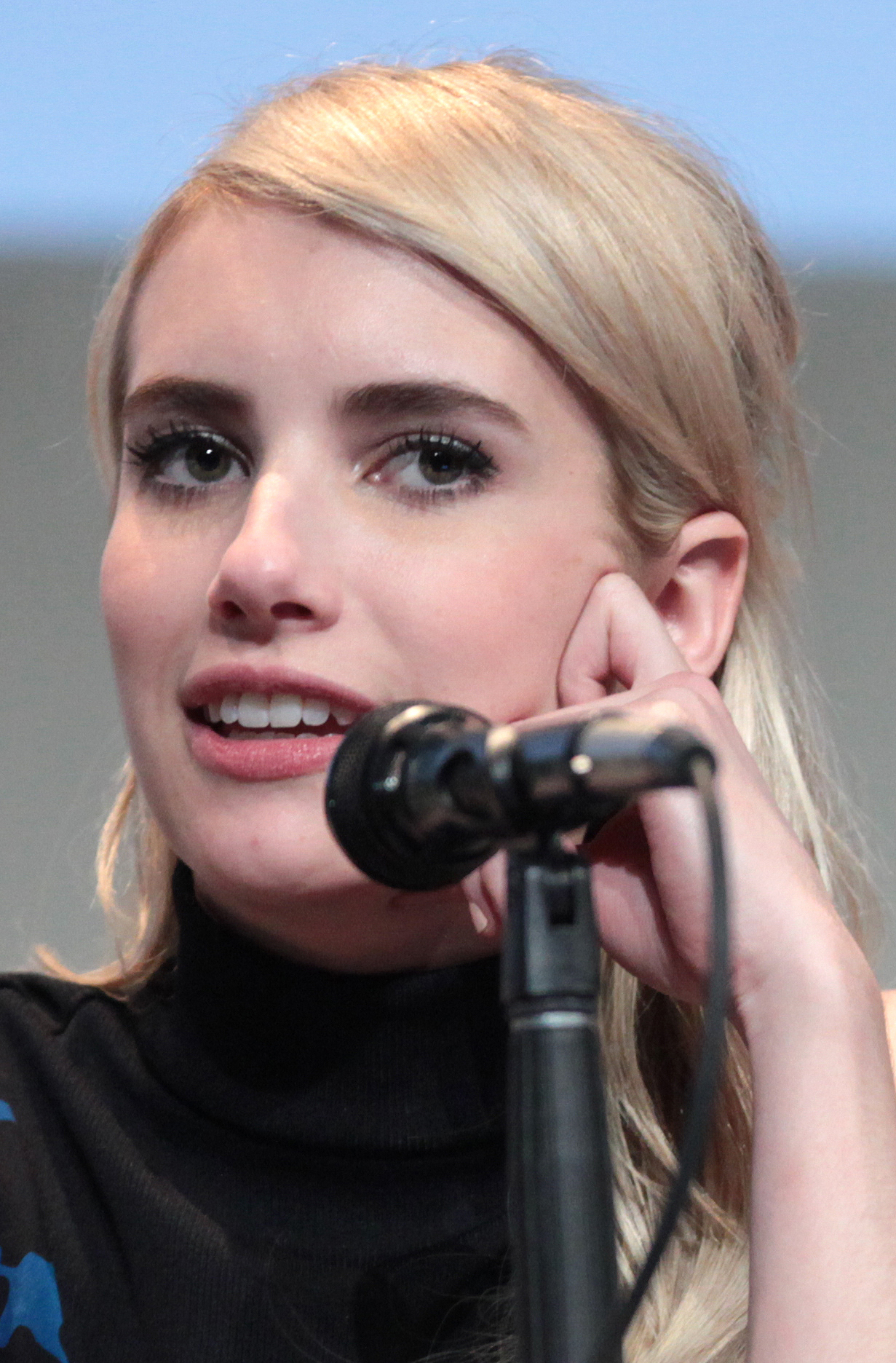
Emma Roberts ici en 2015.
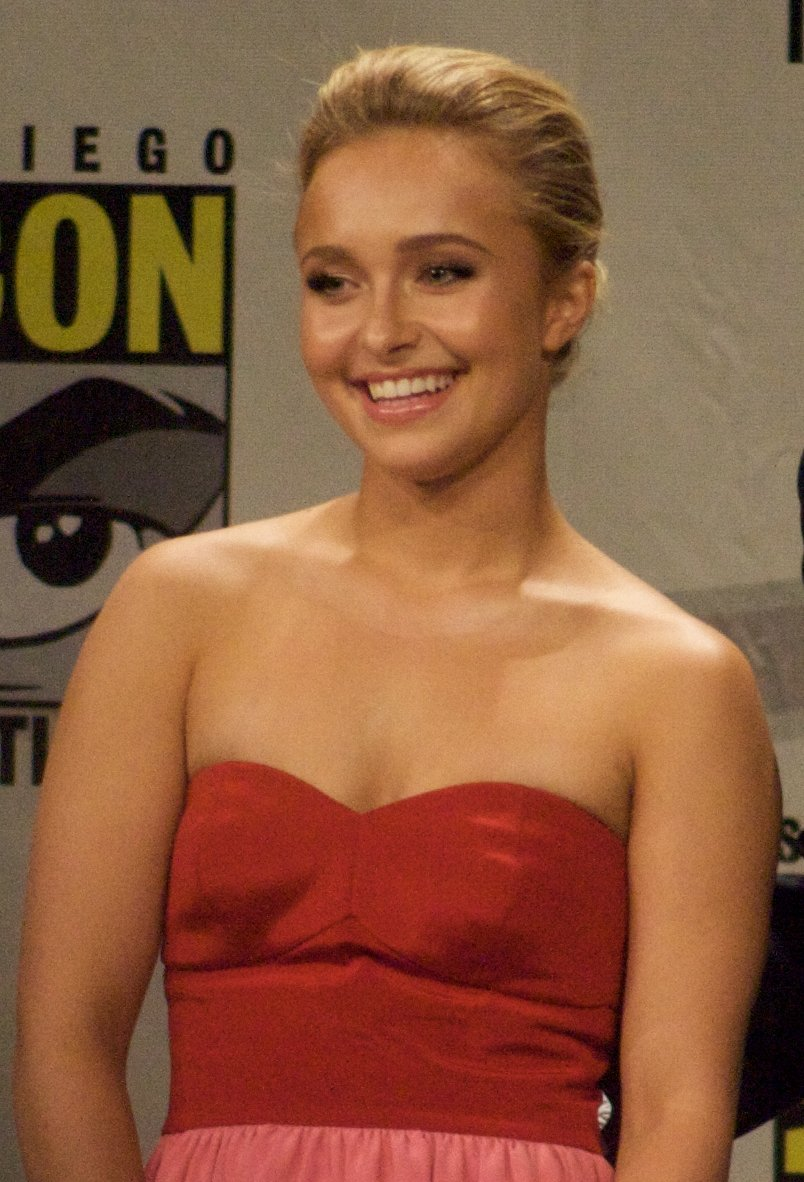
Hayden Panettiere ici en 2008.

## Production

### Développement
Le développement de Scream 4 commence lors d'un diner entre Wes Craven et Kevin Williamson. Ce dernier présente pour la toute première fois le script à Craven, un résumé de l'histoire présentant ce que serait ce quatrième volet. Malgré un bon traitement, la production attend le retour des acteurs Neve Campbell, David Arquette et Courteney Cox pour donner le feu vert au développement du film. Avec le retour des acteurs, le compositeur Marco Beltrami annonce à son tour son retour dans la franchise au même titre que Peter Deming, le directeur de la photographie. Wes Craven affirme : 

« Peter Deming est le socle sur lequel repose le style visuel global de notre film. Il est arrivé à la moitié du premier Scream, et il apporte à la franchise la richesse et l’intensité de ses images. Nous avons utilisé des objectifs anamorphiques qui donnent une ampleur inégalée, les images remplissent l’écran, on les dirait plus vraies et plus fortes que nature »

Scream 4 est officiellement annoncé être en cours de développement en juillet 2008 par la Weinstein Company. Wes Craven déclare qu'il est d'accord pour réaliser le film à condition que le scénario soit aussi bon que celui de Scream. Pour lui, ce quatrième volet s'adresse à une nouvelle génération qui a pu voir les trois premiers films et tous les autres films d'horreur sortis lors de la décennie précédente. Il faut donc faire mieux que tous ces films. C'est le 22 mars 2010 que Wes Craven est annoncé comme réalisateur.
En mai 2010, Cathy Konrad, productrice des trois premiers films de la saga, intente une action en justice de 3 millions de dollars contre la Weinstein Company en dénonçant le fait qu'ils n'aient pas respecté un accord écrit qui donnait à sa société Cat Entertainment le droit de produire tous les films de la saga. La société des frères Weinstein a ensuite fait savoir que selon elle, ce contrat exigeait que les services de Konrad soient exclusifs à la franchise or Cathy Konrad était aussi créditée comme productrice au générique de Night and Day. Excuse que Konrad qualifie de « faux prétexte » en clamant que le film précédent ne comportait pas cette condition. Pour Konrad, il s'agissait tout simplement de l'écarter du projet pour réduire les coûts de production et donner à la femme de Wes Craven, Iya Labunka, la place de productrice. En avril 2011, il est communiqué que les frères Weinstein et Cathy Konrad ont réglé l'affaire à l'amiable, les détails restant confidentiels, bien qu'il ait été reporté que Konrad recevrait un paiement en espèces et un pourcentage des bénéfices de Scream 4.
Pour la quatrième fois, Wes Craven et le scénariste Kevin Williamson, qui avaient permis à Scream de remporter le Saturn Award du meilleur scénario en 1997, se retrouvent sur un film de la série Scream. C'est la première fois que Wes Craven travaille avec Gary Tunnicliffe qui s'occupe des maquillages. L'homme s'occupant du trucage est Ron Bolanowski.

### Scénario

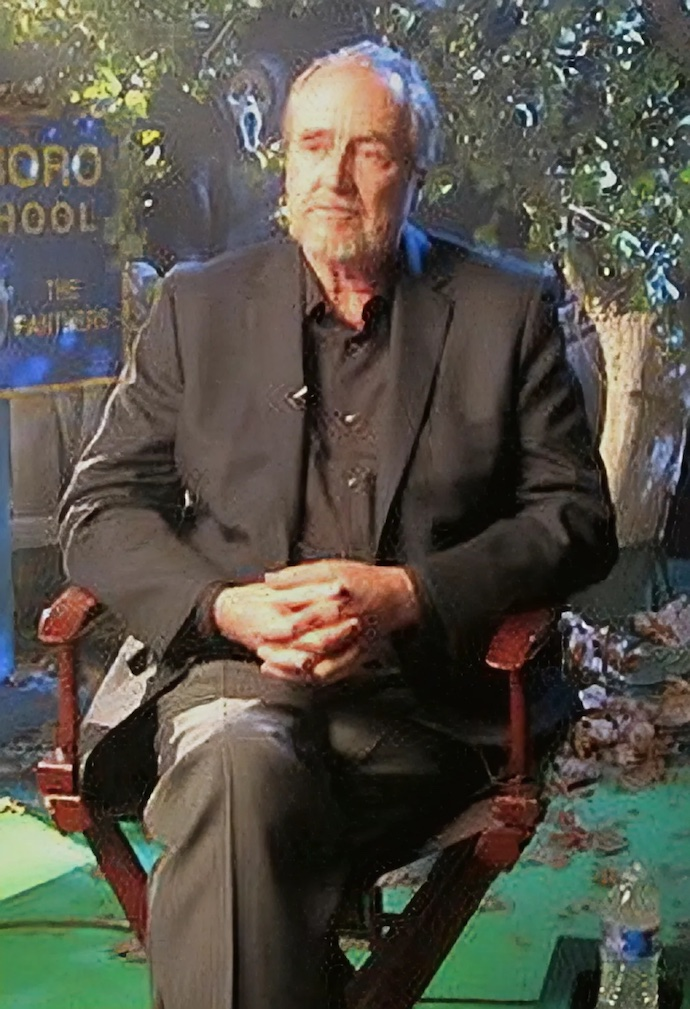
Wes Craven le 7 septembre 2010.

Wes Craven déclare qu'au cours des dix années écoulées entre Scream 3 et Scream 4, plus aucun meurtre lié à un Ghostface ne s'est produit. En parallèle, plusieurs suites à Stab (inspirés des événements de la saga) ont été réalisées. Il commente également la vie de Sidney Prescott au cours de la décennie : « Elle a fait de son mieux pour pouvoir avancer à la suite des événements de sa vie survenus dans les précédents films et vient tout juste de sortir un roman à succès. » Elle s'est reconstruite et s'est décidée à aider les autres à régler leurs problèmes. Selon l'équipe, le personnage de Sidney à tellement souffert qu'il aurait été impossible qu'elle fasse autre chose de sa vie.
Le réalisateur évoque également les interminables suites aux films d'horreur, le fléau moderne des remakes, ainsi que les studios de cinéma et les réalisateurs comme fond de parodie pour Scream 4. Les personnages principaux doivent comprendre où en est le genre de l'horreur dans la période actuelle pour qu'ils arrivent à comprendre les événements qui se produisent autour d'eux.
Dans une première version du scénario, Dewey et Gale ont un bébé mais cette idée est abandonnée, un bébé sur le tournage aurait rendu celui-ci « impossible » selon Wes Craven. Dans une autre version du script, la scène d'ouverture devait présenter Sidney directement face à face avec Ghostface et laissée pour morte avec un bond de deux ans avant son rétablissement. Sidney organisait un dîner entre amis pour fêter la sortie de son livre et ils étaient tous attaqués par le tueur, Sidney étant sauvagement poignardée, puis le film démarrait réellement quelques années plus tard. Bob Weinstein juge préférable d'abandonner cette idée par peur de ralentir le rythme de l'histoire, et que cela cause une rupture dans le récit, prétextant qu'une nouvelle bande de jeunes fonctionnerait mieux. Kevin Williamson réécrit donc la scène en un weekend. De nombreuses différences sont à noter entre la version originale du script et la version diffusée au cinéma. Notamment la séquence d'ouverture, qui fut considérablement changée et dont la scène originale est disponible dans les scènes coupées présentes sur le DVD du film. Par ailleurs, la scène du Stabathon et l'attaque de Gale dans ce lieu ne figuraient pas dans le script original.
La fin originale n'était pas du tout la même non plus dans le scénario de base. Le film devait se terminer avec l'évacuation de Jill vers l'hôpital alors qu'elle parle avec Dewey dans une ambulance. Soudain un ambulancier aurait crié, de l'intérieur de la maison de Kirby, avoir retrouvé une femme en vie qui n'est autre que Sidney. Le film se termine sur cliffhanger, laissant penser que Jill serait la principale antagoniste d'un potentiel Scream 5. Certaines rumeurs mentionnent que dans une potentielle suite, Sidney aurait souffert d'amnésie, incapable de se souvenir que Jill est la tueuse. D'autres rumeurs font état du désarroi que Kevin Williamson a ressenti à la suite de l'abandon de cette fin. La scène de l'hôpital où Jill est tuée par Sidney sert de fin officielle au film. Le personnage de Trevor Sheldon devait initialement être le tueur. Mais étant le petit ami de Jill, la production juge cette idée trop ressemblante à celle du premier film ou le tueur était Billy Loomis, le petit ami de Sidney. Son temps d'apparition à l'écran est d'ailleurs réduit car le personnage semblait faire trop diversion selon Wes Craven.
Le scénariste de Scream 3, Ehren Kruger, est engagé pendant la production du film pour réécrire certaines scènes. Wes Craven déclare : « il y a eu une période chaotique dans la production lorsque le scénario est passé de Kevin à Ehren. J'avais signé pour réaliser un script écrit par Kevin mais malheureusement cela n'a pas fonctionné jusqu'à la fin du tournage. Mais ça reste le scénario, les personnages, le concept et les thèmes de Kevin. » Certaines réécritures du script appartiennent aussi à Paul Harris Boardman. Sur les 140 pages du scénario, les acteurs du film sont autorisés à lire jusqu'à la 75e pour préserver l'identité du tueur.

### Attribution des rôles

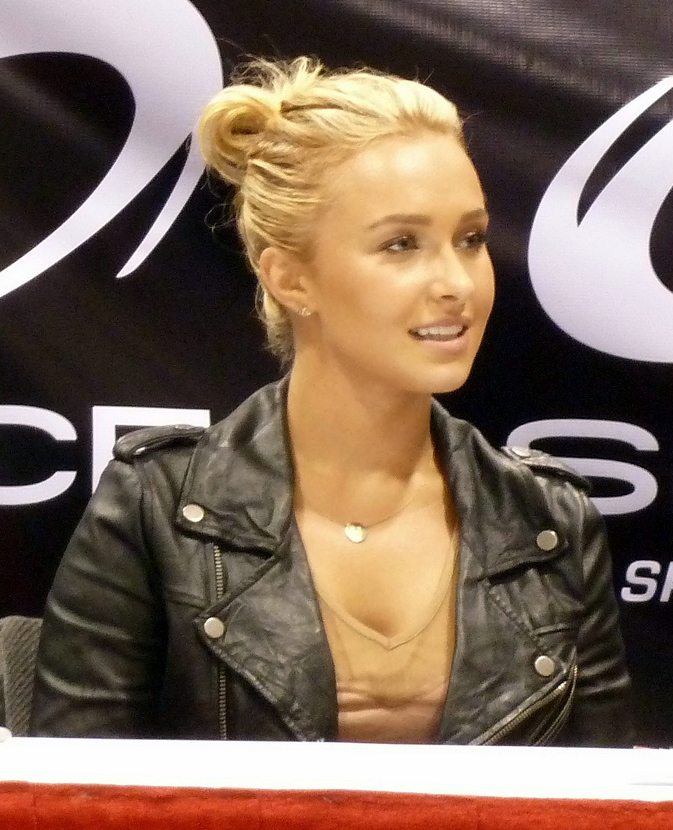
Hayden Panettiere, ici en 2011, est l'actrice qui interprète le rôle de Kirby Reed.

Le retour du trio d'acteurs de la saga, Neve Campbell, David Arquette et Courteney Cox, est confirmé par Variety en septembre 2009. Wes Craven donne un aperçu de leurs personnages dans le film à Entertainment Weekly : « C'est une totale intégration de ces trois personnages parmi la nouvelle génération. L'histoire de Sid, Gale et Dewey est une grosse partie du film. » Pour le réalisateur, retrouver à nouveau le trio d'acteurs et travailler avec eux dégage une atmosphère très détendue; il déclare que les retrouver est « comme si on était une famille ». Lors d'une conférence de presse pour le film Repo Men, l'interprète de Cotton Weary dans les trois films précédents, Liev Schreiber, déclare qu'il ne fait pas partie du projet. Lors d'une interview avec Fearnet, le scénariste Kevin Williamson dément les rumeurs au sujet d'un possible retour du personnage de Randy Meeks, interprété par Jamie Kennedy et aussi présent dans les trois premiers films de la saga : « Je n'aurais rien aimé de plus que d'avoir Jamie Kennedy pour ce film. Cependant, si je décide de faire revenir Randy dans le film, Scream 2 perd toute logique. Cela serait un mauvais pas. Alors je ne le ferai pas. Je ne peux pas. ».
En avril 2010, plus de douze rôles sont dévoilés au public au moment où démarrent les auditions. En mai, l'actrice Hayden Panettiere et l'acteur Rory Culkin signent pour le film, sans que leurs rôles ne soient dévoilés. Panettiere jouera le rôle de Kirby Reed « avec une énergie incroyable » selon les dires de Wes Craven qui la qualifie également d'« exceptionnellement douée », louant sa faculté à délivrer beaucoup d'émotions dans une seule et même scène. L'actrice Ashley Greene se voit offrir le rôle de Jill Roberts, la cousine de Sidney, avant que celui-ci ne revienne finalement à Emma Roberts. L'actrice Scout Taylor-Compton auditionne aussi pour le rôle de Jill tandis que la chanteuse et actrice Selena Gomez est un moment envisagée. Pour Wes Craven, l'actrice choisie pour jouer Jill doit avoir la force de caractère et la beauté de Neve Campbell de façon que les spectateurs pensent à un lien génétique entre les deux actrices. Wes Craven qualifie Emma Roberts comme étant une actrice ayant la maturité d'une femme d'un certain âge malgré son âge réel assez jeune tout en prenant soin de noter que fut un plaisir pour lui de travailler avec l'actrice. L'actrice ajoute que lorsqu'elle conduisait pour se rendre à l'audition elle a failli annuler à cause du trac, mais s'est tout de même fait violence pour y participer.
Lake Bell est engagée pour le rôle du shérif adjoint Judy Hicks mais à cause d'un conflit d'emploi du temps, l'actrice abandonne le rôle, qui revient à Marley Shelton. L'équipe du film trouve Shelton fantastique et très drôle dans ce rôle, apportant de la légèreté au récit. Il est confirmé que la voix du tueur reste celle de Roger L. Jackson tandis que Nancy O'Dell fera une apparition en tant que journaliste comme elle l'avait fait pour Scream 2 et 3. Lauren Graham est embauchée pour le rôle de Kate Roberts, la mère de Jill, mais décide d'abandonner le rôle seulement quelques jours avant le début du tournage. Avant le retour de Roger L. Jackson, Wes Craven se charge d'être sûr que l'acteur est uniquement reconnaissable par sa voix ou s'il était également présent sur les réseaux sociaux et si les spectateurs pouvaient mettre un visage sur l'homme qui interprète la voix de Ghostface, ce à quoi l'acteur a répondu qu'il refusait que l'on voie son visage. Pour le réalisateur, Roger L. Jackson est la voix de la franchise et est capable de donner au personnage une richesse et une puissance extrêmes. Craven le qualifie de gentil et cultivé, imitant la voix de Daffy Duck entre les prises ce qui le rend très drôle. En juin 2010, l'acteur Anthony Anderson et le top-model Marielle Jaffe rejoignent la distribution. Anderson est un ami de longue date de David Arquette et Courteney Cox, tandis que Scream 4 est le premier film de Marielle Jaffe dans un rôle d'envergure. Jenna Coleman auditionne aussi pour le rôle d'Olivia Morris mais Jaffe remporte le rôle.
Comme à son habitude, Wes Craven souhaite apparaître dans un caméo et demande à ses fans sur le réseau social Twitter de décider quel rôle il pourrait interpréter quelques secondes à l'écran (finalement, le caméo est coupé au montage). Avant qu'Erik Knudsen ne soit choisi pour le rôle de Robbie Mercer, Shane Dawson auditionne pour le rôle, sans succès malgré un appel de la production peu après le casting. C'est son manque d'expérience en tant qu'acteur à l'époque qui joue en sa défaveur. Certaines rumeurs font aussi état que l'acteur Kevin Pennington est pressenti pour le rôle de Trevor Sheldon. Hilary Duff est aussi attachée au projet pendant un temps dans un rôle inconnu. Rutina Wesley signe également pour un rôle inconnu avant de quitter le casting pour un conflit d'emploi du temps. Alyson Michalka se joint à un screen-test pour le rôle de Kirby Reed, et Amanda Bynes est testée pour interpréter Rebecca. David Arquette déclare également que la nouvelle génération d'acteurs de ce nouveau film lui rappelle beaucoup lui et ses collègues acteurs sur le tournage du tout premier film.
Le Hollywood Reporter annonce l'arrivée au casting des actrices Anna Paquin et Kristen Bell dans deux caméos qui apparaissent lors de l'ouverture du film, comme Drew Barrymore et Jada Pinkett Smith dans les premier et second volets. Il est dévoilé que Shenae Grimes et Lucy Hale apparaîtront elles aussi dans deux caméos lors de la scène d'ouverture. En septembre 2010, Aimee Teegarden et Britt Robertson sont choisies pour jouer les deux premières victimes de la scène d'ouverture, Jenny Randall et Marnie Cooper,.

### Tournage

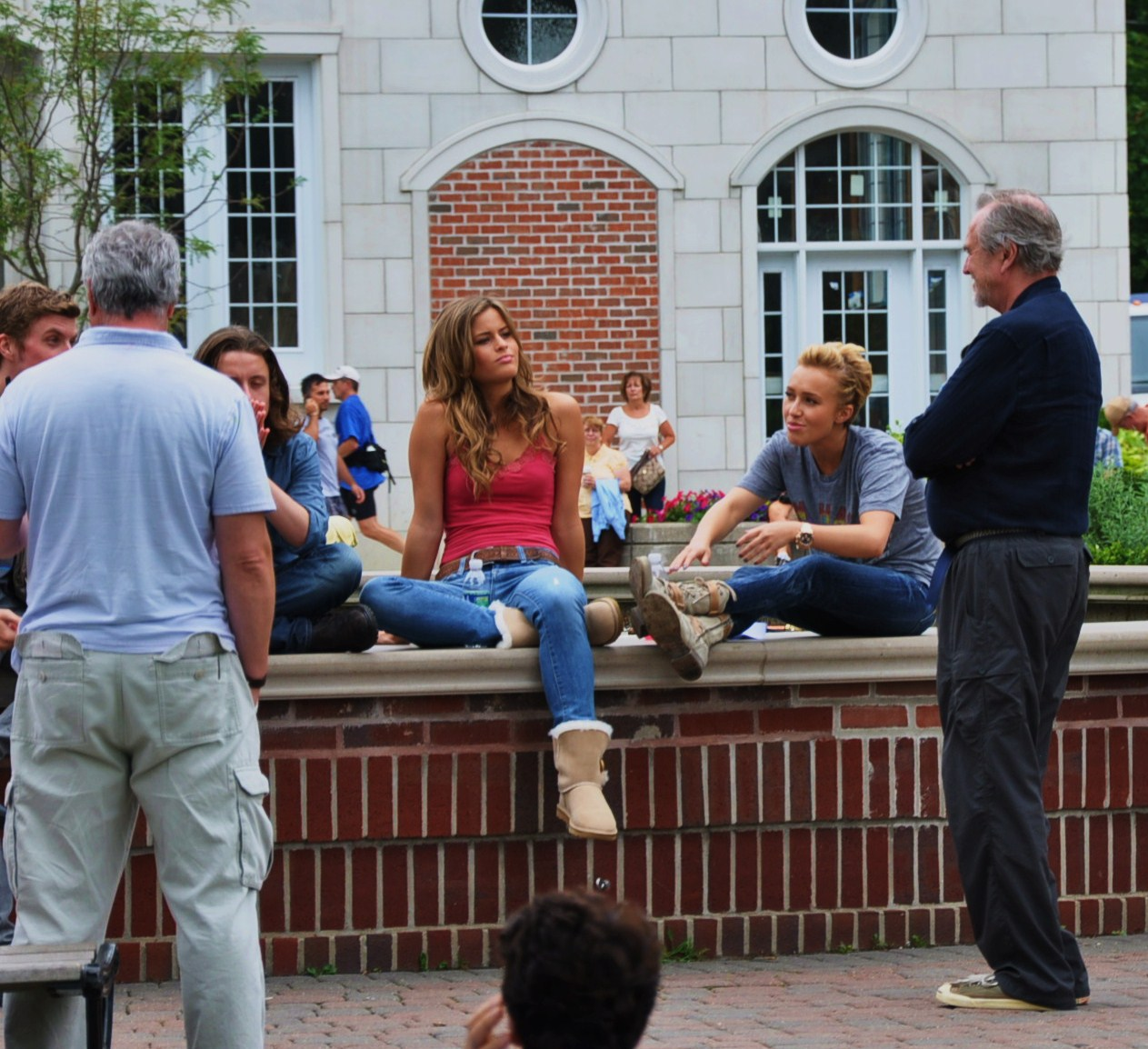
Un groupe d'acteurs sur le tournage d'une scène du film, le 19 juillet 2010. Assis, de gauche à droite : Rory Culkin (Charlie Walker), Marielle Jaffe (Olivia Morris) et Hayden Panettiere (Kirby Reed).

Le tournage du film démarre le 28 juin 2010 avec un budget de 40 millions de dollars. Le tournage devait s'achever le 6 septembre après 42 jours, mais a duré jusqu'au 24 septembre. Il prend place dans et autour de la ville de Ann Arbor, dans le Michigan,.
Pour les scènes qui se passent au lycée de Woodsboro dans le premier film, le tournage se situe au Woodworth Middle School à Dearborn, toujours au Michigan. Toutes les colonnes en béton, leurs bases et le portique qu'elles soutiennent sur la façade de l'école apparaissant dans le film sont installées par des décorateurs dans le but de ressembler au mieux au lycée ayant servi de décor dans le film original. L'ancien 16e tribunal du district de Livonia, dans le Michigan, est utilisé comme poste de police. En avril 2010, alors qu'il recherche une librairie comme décor pour le film, Wes Craven trouve une nouvelle librairie qui n'a pas encore ouvert ses portes au public dans le centre-ville de Northville, nommée Next Chapter Bookstore Bistro. Craven est instantanément charmé par le lieu et décide de l'introduire dans le film, en gardant son nom véritable. Il a également engagé le propriétaire de la librairie pour préparer de la nourriture et des pâtisseries pour une scène du film. Ces scènes sont tournées durant la première semaine de juillet. La maison de Jill Roberts se trouve au 1005 Lincoln Avenue à Ann Arbor dans le Michigan et celle d'Olivia Morris au 1007 de la même voie, les deux maisons étant donc côte à côte. La maison de Kirby se trouve au 19223 Clement Road à Northville. La maison de Dewey et Gale au 537 W. Dunlap Street, aussi à Northville dans le Michigan. Les scènes de l'hôpital fictif de Woodsboro sont tournées au Hutzel Women's Hospital à Detroit. La scène où des masques de Ghostface sont suspendus aux lampadaires est tournée au Kellogg Park sur la South Main Street & West Ann Arbor Trail à Plymouth au Michigan. La grande maison qui sert de décor pour la scène où sont tués les personnages de Jenny et Marnie a beaucoup intrigué Wes Craven de par ses nombreux passages et couloirs à l'intérieur de la bâtisse : elle a par exemple un accès au grenier depuis l'entrée et un couloir qui donne sur le garage. Pour Craven, toutes les maisons utilisées dans le film ont une atmosphère très familiale mais également des pièces assez étranges et de grands escaliers qui donnent de l'effroi.
Comme pour les trois précédents films, Roger L. Jackson interprète la voix de Ghostface en venant sur le plateau de tournage pour passer de véritables appels aux acteurs sans que ces derniers ne le voient. David Arquette révèle d'ailleurs que depuis le tournage du premier film, aucun acteur n'avait jusqu'alors vu son visage. L'une des premières scènes du film à être tournée est celle mettant en scène les personnages de Jill, Kirby et Olivia en voiture. Le tournage démarre lors du weekend du 4 juillet. Les trois actrices n'avaient donc pas passé beaucoup de temps ensemble, ne se connaissait pratiquement pas et devaient jouer trois bonnes amies et donc trouver le bon rythme entre elles. Premier film et première scène de Marielle Jaffe, l'actrice était d'autant plus tendue. Malgré cela, Wes Craven est content de son travail sur le tournage. La voiture que conduit le personnage de Kirby dans cette scène est une Toyota RAV4 et tandis que la scène doit se terminer sur un arrêt brutal de la voiture à un carrefour, la scène est réalisée sur fond vert à l'aide d'un gros élastique fixé à l'arrière de la voiture. La scène avec Anna Paquin et Kristen Bell est réalisée en une seule prise car du sang est projeté au plafond pendant le tournage, empêchant de pouvoir faire plusiurs prises. Lorsque le corps de Marnie est balancé à travers la vitre du salon et que le tueur apparaît, il neigeait lors du tournage mais les flocons ont été supprimés numériquement. Pour la suite du tournage, lorsque Jenny est poignardé et tombe dans les escaliers, la cascadeuse jouant à la place de Aimee Teegarden a vraiment dévalé les escaliers sans protection. La suite de la scène se déroule ensuite dans un vrai garage et non en studio. L'actrice est tirée sur un sol en béton véritable ce qui lui écorche les bras. Le premier jour de tournage de Neve Campbell se trouve être la scène où elle réalise une interview avec Nancy O'Dell sur un talk show regardé par Gale à la télévision. Pour la scène se déroulant à la librairie lorsque Sidney est interpellée par Dewey, il faisait 38 à 40 degrés à l'extérieur, des conditions de travail difficiles pour toute l'équipe qui devait rester debout toute la journée. Une statue censée représentée le personnage du proviseur Himbry du premier film est construite pour être placée comme décor dans les couloirs du lycée. Mais l'équipe technique la trouvant peu ressemblante avec l'acteur Henry Winkler, la statue n'est finalement aperçue que furtivement.
Après une projection test en janvier 2011, Wes Craven et Bob Weinstein ont l'impression que deux scènes n'ont pas fonctionné auprès du public : la scène d'ouverture, où le personnage de Jenny Randall est traqué, et celle du parking, où le personnage de Rebecca Walters est à son tour attaquée par Ghostface. Aimee Teegarden et Alison Brie sont donc appelées à revenir tourner quelques scènes supplémentaires à Detroit sur une période de quatre jours de fin janvier à début février, écrites par Wes Craven lui-même,,. Les conditions de tournage sont particulièrement difficile pour l'équipe technique, surtout pour Teegarden qui joue en débardeur par des températures qui avoisinent les moins 9 à moins 18 degrés. La scène est retravaillée de sorte que le personnage de Aimee Teegarden soit plus mis en avant et porte la scène à la place de Brittany Robertson. Certaines images du premier tournage de la scène sont malgré tout gardées.
Pour la première fois dans la franchise, des effets spéciaux numériques sont utilisés. Par exemple, au lieu d'utiliser des couteaux avec lames rétractables, la lame du couteau a été ajoutée pendant la post-production. La scène de la mort du personnage d'Anthony Perkins, qui est poignardé au front et continue à parler tout en agonisant avant de s'effondrer au sol, ne figure pas dans le scénario mais est inspirée par une urgence médicale réelle que Craven avait vu dans un documentaire sur une personne ayant reçu un coup de couteau dans la tête avant de rentrer lui-même aux urgences. Il s'imagine « c'est extraordinaire d'être poignardé en pleine tête tout en restant en vie pendant quelques instants après ». Craven ne prévient pas le studio de cette approche pour réaliser la scène, plaisantant sur le fait de ne pas être viré le lendemain du tournage de celle-ci.

### Musique
La musique du film est composée par Marco Beltrami, qui avait travaillé sur les épisodes précédents de la série. Ce volet comporte pour la quatrième fois une version de la chanson Red Right Hand du groupe Nick Cave and the Bad Seeds.
La bande originale du film a été publiée le 12 avril 2011 via le label américain Lakeshore Records.

## Accueil

### Promotion
Avec l'aide du site communautaire Twitter, Wes Craven a pu largement faire la promotion de son film. Il déclare :
« Je twittais tout le temps sur ce film. Toutes ces nouvelles technologies modifient notre monde et les événements qui nous entourent. C’est un des thèmes importants du film. La nouvelle génération possède de tous nouveaux moyens de communiquer ». Pour représenter cela, le personnage de Robbie, incarné par Erik Knudsen, a eu une importance particulière : « Une grande partie de cette histoire repose non seulement sur l’effet qu’ont les films d’horreur sur ces personnages, mais aussi sur la place qu’occupe Internet et les rapports entre le cinéma et Internet. Robbie est celui qui peut faire la jonction entre les deux générations. Erik s’est beaucoup amusé avec son rôle ».
En effet, Scream 4 est considéré par beaucoup d'observateurs comme un exemple de promotion cinématographique. Le film a fait parler de lui des mois avant la sortie, via Twitter, Facebook, des affiches dans le métro ou encore des extraits exclusifs. La phase de casting a également été un moment intense de communication, permettant d'annoncer la sortie du film plus d'un an avant sa date effective.
La première bande-annonce en version originale est dévoilée durant la cérémonie des Scream Awards le 16 octobre 2010. La première bande annonce en français québécois est révélée le 7 décembre 2010. Puis la seconde bande-annonce originale est mise en ligne le 25 janvier 2011. Quant à la bande-annonce francophone, elle a été révélée par le distributeur français SND le 3 mars 2011.

### Accueil critique
Scream 4 est de façon globale bien reçu par la critique Outre-Atlantique. Le film obtient sur Rotten Tomatoes 60% d'avis favorables, basés sur 189 critiques recensée par le site. Le site juge que « la franchise se fait vieille, mais Scream 4 est indéniablement meilleur que son prédécesseur avec juste assez d'humour méta et de bons meurtres. » Metacritic établie un score de 52 sur 100, basé sur 32 critiques, indiquant « des avis mixtes ou mitigés. » Les sondages de CinemaScore indique que les internautes attribuent une note de « B - » sur une échelle allant de « A + » à « F ». Roger Ebert donne au film une note de 2 étoiles sur 4. Il critique le film sur sa façon d'utiliser les clichés du genre slasher mais apprécie les dialogues de Kevin Williamson et la direction de Wes Craven. Empire donne une note de 2 étoiles sur 5, critiquant une formule démodée et sa difficulté à faire peur. Le New York Daily News estime le film « démodé » et que le fait de « reprendre des clichés de films d'horreur n'est plus ingénieux mais simplement facile. » Le Toronto Sun donne au film un avis mitigé, rapportant que « cet opus est loin d'arriver à la hauteur et d'apporter la bouffée d'air frais que nous a apportée le film original de 1996. Soudain, ça devient le film d'horreur dont tes parents se réjouissent. » mais la critique félicite tout de même Wes Craven pour son travail. Colin Covert de Minneapolis Star Tribune donne au film une note maximum de 4 étoiles sur 4, se réjouissant de la combinaison entre les frayeurs, la comédie et les twists. Boston Herald écrit que le film est souvent amusant mais trop long. Lisa Kennedy du Denver Post assure que Scream 4 « rend plusieurs fois hommage au film de 1996 sans pour autant se rapprocher de sa grandeur, bien que Scream 4 soit meilleur que la plupart des slashers. » Lisa Schwarzbaum de Entertainment Weekly fait l'éloge du film en déclarant : « c'est un rappel vertigineux de tout ce qui a fait de Scream un "cri" si frais dans le genre. » tandis que Betsy Sharkey du Los Angeles Times argue : « Scream 4 réussit à trouver le moyen de vivre à la hauteur de son passé sanglant tout en se forgeant de nouvelles terreurs. » Peter Travers de Rolling Stone donne au film 2 étoiles sur 4, critiquant un ton trop comique.

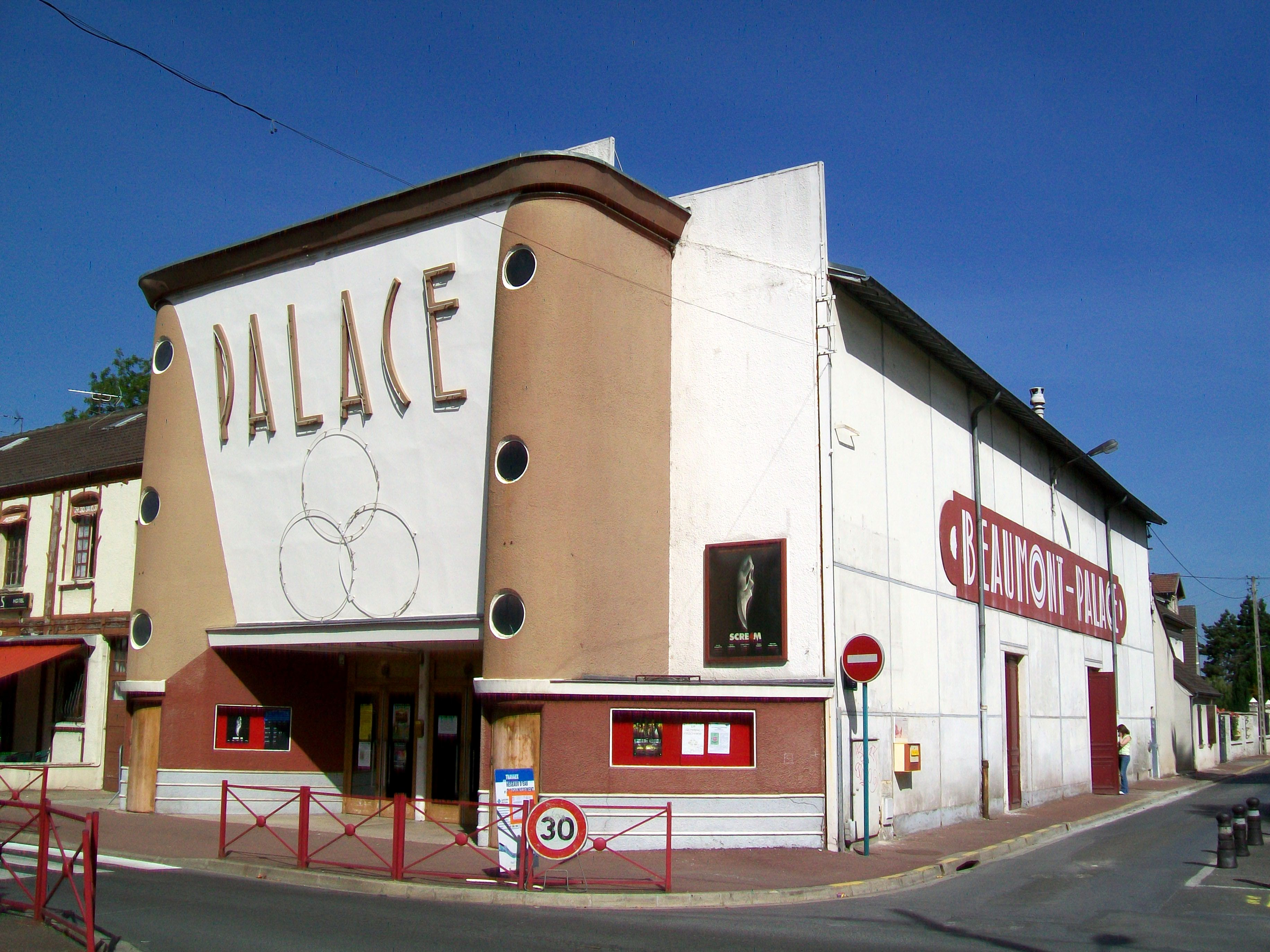
Une affiche de Scream 4 au cinéma Beaumont-Palace à Beaumont-sur-Oise.

En France, le film est aussi reçu de façon positive à mitigée. Il est noté 3,3 étoiles sur 5 côté presse et 3,2 étoiles côté spectateur sur le site Allociné. Caroline Vié de 20 minutes déclare : « Humour ravageur et sens de la terreur sont au rendez-vous d'un quatrième volet plus réussi que les suites précédentes. » Jean-François Rauger de Le Monde donne une bonne critique du film et une note de 4 étoiles sur 5, avec le commentaire : « Film qui sort habilement du cadre strict du genre  "Scream 4" organise avec une certaine virtuosité l’emboîtement des situations et des discours. » Marie Sauvion, journaliste pour Le Parisien, déclare « Ce qui sauve l'affaire, ce n'est pas cet empilage répétitif de crimes sanglants, ni cette mise en scène rebattue, fondée sur le sursaut ; non, c'est l'humour. (..) la série " Scream " mise toujours sur la complicité avec un spectateur pas dupe. » Pour Clément Ghys du journal Libération, « Craven joue avec l'impact de "Scream" et construit des mises en abyme jouissives, comme la jubilatoire séquence d'ouverture. » Jean-Baptiste Herment donne une bonne critique du film dans les colonnes de Mad Movies : « Un fascinant exercice d'auto-analyse basé sur un jeu de poupées russes directement inspiré des trames de "Scream" et "Scream 2", dont ce quatrième opus se veut le pendant adulte. » Pour Vincent Malausa de Cahiers du cinéma : « Du bâclage de "Scream 3" (2000) à ce quatrième et dernier volet, une décennie de déceptions aura été nécessaire pour que l'aigreur laisse place à une élégance sauvage et souveraine. » Olivier Bonnard ajoute que « Le film, qui ressemble à un épisode de " Scooby-Doo " en plus sanglant, penche clairement du côté de la comédie. Une comédie noire où Craven, au-delà de ses cibles habituelles (la banlieue US et l'autorité), s'en prend cette fois aux réseaux sociaux et, partant, à notre obsession de la célébrité. » Yann Lebecque ajoute pour L'Écran fantastique : « "Scream 4" poursuit gentiment sa route sans prise de risque, demeurant fidèle au principe de la saga, visiblement prévue pour pouvoir durer tant que les spectateurs montreront de l'intérêt pour ce principe de slasher grand public (...) mais auquel il manque un soupçon d'originalité. » Selon Mathieu Carratier du magazine Première, « Il aura fallu tolérer quelques gags plus inégaux et des scènes de meurtres à l'inspiration variable mais, quand le générique de fin arrive, on ne peut s'empêcher d'esquisser un sourire rassuré. Le frisson est intact. » Philippe Rouyer ajoute « L'évolution de "Scream 4" tient plutôt au portrait de la jeunesse qu'elle dépeint (...). Cet aspect sociologique est peut-être le principal intérêt de ce quatrième volet qui, à l'instar des deuxièmes et troisième, privilégie l'effet de surprise au détriment du suspens. » pour Positif. Julien Welter de L'Express donne une note moyenne de 3 étoiles sur 5 et déclare : « Même si l'humour l'emporte sur le frisson, on ne boude pas ce divertissement du samedi soir. » Fabrice Pliskin du Nouvel Observateur donne une très mauvaise note au film de 1 étoile sur 5 en déclarant : « Scary Movie ? Non, ennui movie. » Pour Arnaud Mangin, de Filmsactu, la déception est au rendez-vous : « Alors qu'il y avait clairement matière à revigorer la franchise moyennant un peu plus d'ambition, cet opus commet la terrible erreur d'afficher une arrogance crasse envers le genre moderne alors qu'il ne le surpasse même pas. »

### Box-office
Sorti dans plus de 3 305 cinémas en Amérique du Nord et diffusé sur plus de 4 400 écrans, Scream 4 obtient 8,7 millions de dollars pour son premier jour de sortie, le vendredi 15 avril, avant d'obtenir 18,6 millions de dollars durant tout son premier week-end d'ouverture face à Rio qui le surpasse, laissant Scream 4 à la seconde place des plus gros succès de ce week-end là. Selon plusieurs experts, les chiffres d'ouverture pour Scream 4 sont décevants,, devenant le second film de la saga à obtenir le plus faible démarrage après Scream et ses 6,3 millions de dollars obtenus,. Lors de son deuxième week-end, Scream 4 chute à la 5e place, obtenant 7,2 millions de dollars. En fin de carrière en Amérique du Nord, Scream 4 a obtenu au total 38 180 928 $, le plus faible score de tous les films de la saga.
Dans le monde entier, Scream 4 engrange plus de 37,3 millions de dollars lors de son premier week-end, provenant de 30 pays. Il finit derrière Rio qui obtient 53,9 millions de dollars de 62 pays différents. Malgré tout, Scream 4 est premier au box-office du Royaume-Uni, avec 2 millions de £ obtenu. Il est également 4e en Australie, 3e au Mexique et second en France.

Lors de sa première semaine dans les salles obscures françaises, le film réuni 533 026 entrées, un chiffre énorme pour le genre, dont 109 095 entrées lors de sa première journée de sortie le 13 avril sur plus de 440 copies. Malgré sa seconde place, le film obtient la meilleure fréquentation de cette semaine-là avec 1 211 spectateurs par salle contre 901 pour Rio. Il termine sa course avec 1 070 890 entrées au total, soit un très bon score pour un film de genre mais décevant face aux autres films de la franchise en France qui ont tous dépassé les 2 millions d'entrées.
| Pays ou région        | Box-office        | Date d'arrêt du box-office | Nombre de semaines |
| --------------------- | ----------------- | -------------------------- | ------------------ |
| États-Unis Canada     | 38 180 928 $      | 30 juin 2011               | 11                 |
| France                | 1 070 890 entrées | 8 mai 2011                 | -                  |
| Total hors États-Unis | 58 957 758 $      | 30 octobre 2011            | 25                 |
| Total mondial         | 97 138 686 $      | 30 octobre 2011            | 25                 |

## Éditions en vidéo
Scream 4 sort tout d'abord en DVD et Blu-Ray au Mexique le 5 août 2011. Le 22 août, il est distribué au Royaume-Uni et en Irlande. Il sort ensuite aux États-Unis et au Canada le 4 octobre 2011 puis en Australie et en Nouvelle-Zélande le 13 octobre. Les recettes des ventes du DVD aux États-Unis s'élèvent à 4 103 282 $. Il entre en deuxième position cette semaine-là en termes de vente de DVD. Le film passe ensuite 7 semaines consécutives dans le top vingt du classement. Pour la promotion des sorties en DVD et Blu-Ray du film, Universal Studios produit la « Terror Tram: SCRE4M For Your Life » lors du Halloween Horror Nights qui se déroule de septembre à octobre 2011.
En France, le film sort en DVD et Blu-ray le 5 octobre 2011, ainsi qu'en VOD le 1er février 2016. Quant au Québec, le film sort en DVD le 4 octobre 2011.
Le film est pour la première fois diffusé à la télévision le 20 avril 2012 sur la chaîne câblée Showtime. En décembre 2012, cette même chaîne présente Scream 4 lors d'un aperçu gratuit pour un week-end, disponible dans 80 millions de foyers américains.

## Distinctions
Source : Internet Movie Database

### Récompenses
2012
- Golden Trailer Awards : Golden Trailer de la meilleure affiche de film d'horreur
- Virgin Media Movie Awards : meilleur film d'horreur de l'année, troisième place pour Ghostface en tant que meilleur méchant de l'année[réf. souhaitée]

### Nominations
2011
- Fright Meter Awards : meilleure actrice dans un second-rôle pour Hayden Panettiere
- Golden Schmoes Awards : meilleur film d'horreur de l'année
- IGN Summer Movie Awards : meilleur film d'horreur
- Scream Awards :
  - Meilleure actrice dans un film d'horreur pour Neve Campbell
  - Meilleur caméo pour Anna Paquin et Kristen Bell
- Teen Choice Awards : meilleur film d'horreur[108]

## Analyse

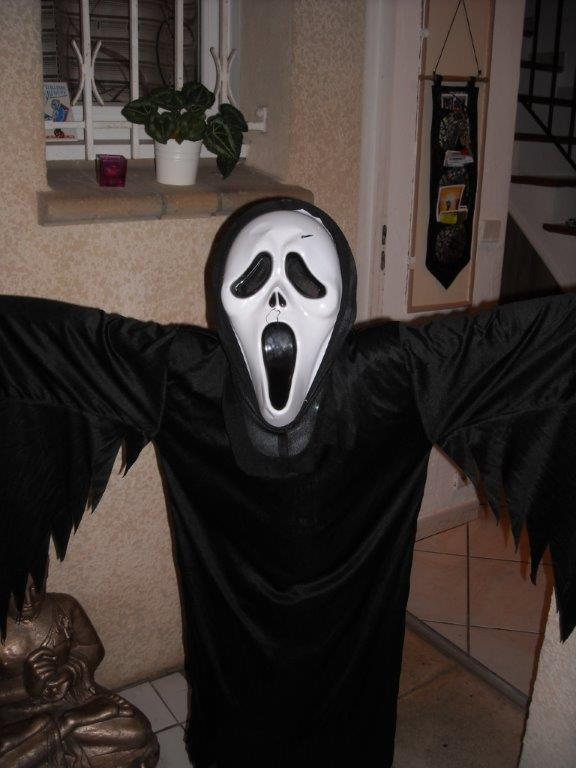
Cosplay du personnage de Ghostface.

Quand Scream 4 sort au cinéma, plus d'une décennie s'est écoulée depuis Scream 3. Le cinéma d'horreur s'est vu considérablement changer et évoluer vers des films beaucoup plus sombres et violents tels que Saw ou encore Hostel (souvent qualifiés de films Torture porn) tandis que des dizaines de remakes ont fait leur apparition : Halloween, Vendredi 13, Massacre à la tronçonneuse ou encore La Maison de cire ou Le Bal de l'horreur. Pour Neve Campbell, les films de la saga s'adressent et portent un regard sur la génération présente au moment où ils sortent au cinéma.
En 2011, la technologie a évolué, entrainant un changement du monde dans sa globalité avec l'ère des réseaux sociaux et des nouveaux genres horrifiques apparus dans les années 2000. Wes Craven parle d'une ère parfaitement décrite dans l'une des premières scènes du film mettant en scène les actrices Anna Paquin et Kristen Bell qui échangent justement sur ces différents sujets. Pour Alison Brie, les réseaux sociaux sont d'ailleurs un bon moyen de rapprocher le public du film et des acteurs avec par exemple David Arquette qui publie régulièrement des photos du tournage sur Twitter ou même Wes Craven qui publie des anecdotes du tournage sur ce même réseau. La société a également changé, non seulement avec l'arrivée des réseaux sociaux mais aussi avec la popularité que leurs utilisateurs peuvent obtenir sur ces applications. C'est notamment ces sujets de société que le scénario de Scream 4 aborde et dont il s'inspire pour poser ses bases. Le mobile des tueurs est également lié à eux. Le personnage de Jill met en avant le fait qu'elle ne souhaite pas avoir des amis mais des fans, quitte à élaborer son plan macabre pour faire croire à tous que Trevor est le meurtrier et elle la victime, de sorte qu'elle soit connue et qu'elle touche à la gloire. Le film prend plaisir à commenter les règles des remakes de films d'horreur tandis que les personnages comparent les victimes de la génération précédente avec celles d'aujourd'hui. Les téléphones portables et les réseaux sociaux sont aussi mis à l'honneur dans le scénario, et ce, dès la scène d'ouverture. Les personnages commentent aussi les nouvelles pratiques cinématographiques et la mise en scène qui en découle.
La scène d'ouverture de ce quatrième volet, qui est en réalité une triple scène, met tout d'abord en avant les actrices Shenae Grimes et Lucy Hale. Cette scène est un exemple du procédé qui consiste à mettre en scène un film dans le film et permet de savoir que la saga fictive Stab s'est étendue jusqu'au septième volet au cours de la dernière décennie. Pour Wes Craven, l'ensemble de la scène et ce passage en particulier lui rappellent la scène d'introduction du premier Scream. Pour Hayden Panettiere, le jeu des deux actrices lors de cette scène fait « très adolescent », une qualité pour Panettiere, capable de montrer des adolescentes typiques et leurs comportements naturels, chez eux et non pas dans un lycée. Ce passage se situe au milieu des années 2000, les spectateurs pouvant se référer au modèle de téléphone de l'un des deux personnages pour pouvoir identifier le film dans le temps. Le personnage de Trudie parle d'un certain Channing Tatum et montre une photo d'un homme au physique d'athlète qu'un inconnu lui aurait envoyée, Tatum qui étant alors mannequin dans les années 2000. Lorsque les étudiants arrivent au lycée, une statue représentant le proviseur Himbry du film original est présente dans les couloirs du lycée et apparaît furtivement à l'écran.

## Suite
Peu avant la sortie de Scream 4, Wes Craven et Kevin Williamson garantissent que si le film est un succès au box-office, celui-ci ouvrira la voie à un cinquième et un sixième film. Mais à la suite du succès en demi-teinte du film et du décès de Craven en 2015, des doutes sont émis quant à l'apparition d'un nouveau film de la saga. En 2015, MTV développe et diffuse à l'écran une série d'anthologie en tant que spin-off à la franchise, sans qu'aucune personne du casting ou de la production originaux ne soit impliquée. Quant à Neve Campbell, elle exprime aussi de nombreux doutes quant à la réalisation d'un nouveau film. David Arquette espère quant à lui un cinquième film pour rendre hommage à Wes Craven.
En juin 2015, Bob Weinstein dément toute rumeur concernant un film à venir, arguant que la place de la franchise est aujourd'hui à la télévision grâce à la série diffusée sur MTV. Mais en 2019, Blumhouse Productions, qui a d'ailleurs produit Halloween en 2018, relance le débat et est très intéressée à l'idée de produire un nouveau film. En mars 2020, il est annoncé que les réalisateurs de la comédie d’horreur Wedding Nightmare, Matt Bettinelli-Olpin et Tyler Gillett, dirigeront le prochain film de la saga. L’intrigue de Scream 5 « verra une femme retournant dans sa ville natale pour essayer de découvrir qui a commis une série de crimes vicieux ». Scream 5 sera produit par James Vanderbilt qui co-écrit le scénario avec Guy Busick, ainsi que Paul Neinstein et William Sherak. Le scénariste original Kevin Williamson officie comme producteur exécutif aux côtés de Chad Villella. En mai 2020, Neve Campbell, l'interprète de Sidney Prescott, confie qu'elle est en pourparlers pour reprendre son rôle dans Scream 5. À la suite des déclarations de la comédienne, l'acteur Matthew Lillard, Stu Macher dans le film original, confie son désir de revenir pour le cinquième opus. David Arquette, l’interprète du shérif adjoint Dewey Riley, est le premier acteur du casting original ayant annoncé officiellement sa participation au cinquième opus.